# São Bartolomeu (coletividade)
São Bartolomeu (em francês: Saint-Barthélemy), oficialmente Coletividade de São Bartolomeu (em francês: Collectivité de Saint-Barthélemy), é um território pertencente à França, com 21 km², envolvendo a ilha de São Bartolomeu e outros territórios pequenos próximos à ilha. Também conhecido por Saint-Barts, Saint-Barths ou Saint-Barth, a Coletividade de São Bartolomeu é um dos quatro territórios das Pequenas Antilhas que englobaram as Índias Ocidentais Francesas. A principal cidade da ilha é Gustávia, nomeada em homenagem ao rei Gustavo III da Suécia. Tem o estatuto de coletividade ultramarina desde 21 de fevereiro de 2007.

## Geografia e economia

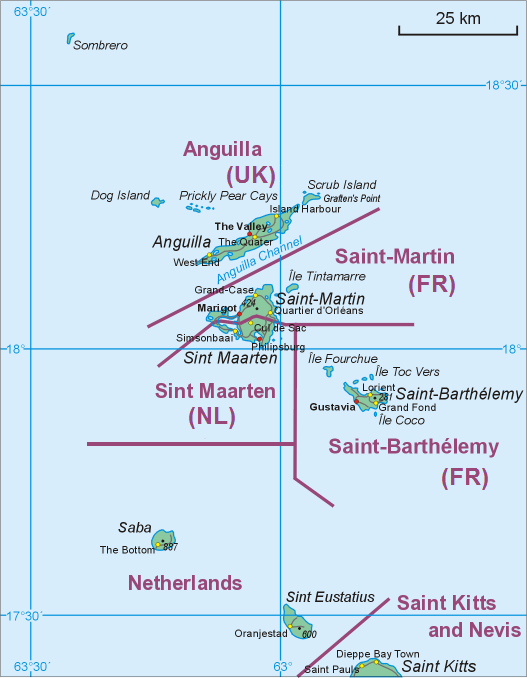
Localização

São Bartolomeu fica no Mar do Caribe imediatamente a sudeste das ilhas de São Martinho e Anguila. Alguns pequenos ilhotes de próximos pertencem a São Bartolomeu. Morne du Vitet, com 286 metros de altitude, é o pico mais alto da ilha.
A ilha costuma ser dividida em duas regiões chamadas de paroisses (paróquias): Sous le Vent (Sotavento)	e Au Vent (Barlavento).
O lado leste é mais úmido do que o oeste. O verão é de maio a novembro, que é também a estação chuvosa. O inverno de dezembro a abril é a estação seca. A umidade, no entanto, não é muito alta devido aos ventos.
De acordo com um censo de 2013, São Bartolomeu tinha 9.279 habitantes, sendo que a maioria são cidadãos franceses. Gustavia, capital de São Bartolomeu, é a cidade mais populosa.
A produção agrícola na ilha é difícil, dado o terreno seco e rochoso. As atrações portuárias isentas de impostos, o comércio varejista, o turismo com seus hotéis e moradias de luxo aumentaram a prosperidade da ilha, refletida no alto padrão de vida de seus cidadãos. A moeda oficial é o euro.

## História

### Descoberta e colonização francesa
A ilha foi descoberta por Cristóvão Colombo em 1493, e ele a nomeou de Ilha de São Bartolomeu em homenagem ao seu irmão, o cartógrafo Bartolomeu Colombo. A colonização formal começa com os primeiros colonizadores franceses, em 1648, liderados por Jacques Gentes, os colonos iniciaram o cultivo de cacau, até o ataque dos nativos os forçou a recuar.
Membro da Ordem de São João, o administrador De Poincy (Phillippe de Longvilliers de Poincy) facilitou a transferência de propriedade da Compagnie des Îles de l'Amérique para a Ordem. Com sua morte em 1660 a ilha foi comprado pela empresa francesa das Índias Ocidentais cinco anos depois. As ilhas tornaram-se parte do Reino francês em 1674, quando a empresa foi dissolvida.
Quando os britânicos invadiram a cidade do porto em 1744, os edifícios arquitetônicos da cidade foram destruídos. Posteriormente, novas estruturas foram construídas na cidade em torno da área do porto
A ilha de São Bartolomeu pertenceu por um breve período aos britânicos em 1758.

### Colónia Sueca — Sankt Barthélemy
É a única ilha caribenha que foi colônia da Suécia por um longo período, durou quase um século - entre 1784 e 1878. Já a vizinha Ilha de Guadalupe esteve sob o governo sueco apenas, brevemente, no final das guerras napoleônicas.
A ilha de São Bartolomeu foi dada, pelo monarca francês Luís XVI à Suécia em 1784 em troca de direitos comerciais em Gotemburgo. Anteriormente à ocupação sueca, o porto da ilha era conhecido como "Carénage", os suecos o renomearam como Gustavia em homenagem ao rei Gustavo III da Suécia. A esta mudança de controle da ilha surgiu um importante surto de progresso e prosperidade, já que os suecos declararam Gustavia como uma espécie de porto livre, conveniente para diferentes tipos de negócios, incluindo material de contrabando. O porto manteve uma posição neutral na guerra do Caribe no século XVIII.
A escravidão foi praticada durante o período sueco, mas os últimos escravos obtiveram sua liberdade legal pelo governo em 9 de Outubro de 1847. Uma vez libertados, os escravos sofreram dificuldades econômicas devido à falta de oportunidades de emprego já que a ilha não era área de plantation, como eram as demais ilhas das Antilhas (principalmente no cultivo de cana-de-açúcar).
Em 1852, um furacão com grande poder de destruição atingiu a ilha, seguido por um incêndio. Já em 1877 houve um referendo, e os suecos devolveram a ilha para a França em 1878, a partir disto a ilha passou a ser governada pelos franceses como sendo parte integrante do território administrativo da Ilha de Guadalupe.
Alguns monumentos desta época ainda estão intactos, como a residência do então governador sueco, agora a prefeitura; a estrutura colonial mais antiga da cidade de Gustavia é a torre do sino (agora sem um sino) construída em 1799, como parte de uma igreja (destruída no passado), agora um grande relógio encontra-se instalado no lugar do sino. O passado colonial sueco da ilha é evocado em seu brasão oficial, as armas nacionais suecas estão simbolizadas com as "Três Coroas" sobre um fundo azul (blau).

### Tempos modernos
Os habitantes da ilha tornaram-se cidadãos franceses, com todos os direitos, em 19 de março de 1946. As atividades de turismo iniciaram-se na década de 1960, se afirmando na década de 1970. Já em 2003, por meio de um referendo, os habitantes da ilha alcançaram maior autonomia política com separação da jurisdição administrativa de Guadalupe. Um senador representa a ilha de São Bartolomeu em Paris.

## Imigração portuguesa
Quase metade dos habitantes da ilha são portugueses. Das cerca de oito mil pessoas que vivem na ilha de São Bartolomeu, três mil são portugueses, oriundos do Norte de Portugal, sobretudo de Braga, Guimarães, Barcelos e Monção.
Sem consulado português em São Bartolomeu (os emigrantes dependem da Embaixada portuguesa em Paris), aos poucos, a comunidade vai-se organizando. A equipa portuguesa de futebol já esteve em primeiro lugar na classificação local.
A Associação Desportiva e Cultural Portuguesa de S. Bartolomeu foi a grande responsável por dinamizar e incentivar os emigrantes portugueses a participarem nas atividades da ilha. A festa do 25 de Abril, o S. João e o S. Martinho são as únicas festas tradicionalmente portuguesas que se celebram.

## Política e governo
A ilha tem um presidente (eleito a cada cinco anos), um Conselho Território Unicameral de dezenove membros que são eleitos por voto popular e servem por termos de cinco anos e um conselho executivo de sete membros. Um senador representa a ilha no Senado francês.
O Estado francês é representado por um prefeito nomeado pelo presidente da república, sob o conselho do Ministro do Interior.